# Aire urbaine de Saint-Vincent-de-Tyrosse
L'aire urbaine de Saint-Vincent-de-Tyrosse est une aire urbaine française centrée sur la commune de Saint-Vincent-de-Tyrosse dans le département des Landes.

## Données globales
En 2010, selon l'INSEE, l'aire urbaine de Saint-Vincent-de-Tyrosse est composée de quatre communes.
L'aire urbaine de Saint-Vincent-de-Tyrosse représente la même superficie que l'unité urbaine de Saint-Vincent-de-Tyrosse.

### Communes
Liste des communes appartenant à l'aire urbaine de Saint-Vincent-de-Tyrosse selon la nouvelle délimitation de 2010 et sa population municipale en 2010 (liste établie par ordre alphabétique) :
| Nom                      | Code Insee | Statut | Superficie (km2) | Population (dernière pop. légale) | Densité (hab./km2) |
| ------------------------ | ---------- | ------ | ---------------- | --------------------------------- | ------------------ |
| Saint-Vincent-de-Tyrosse | 40284      |        | 20,98            | 8 051 (2022)                      | 384                |
| Saubion                  | 40291      |        | 7,8              | 1 806 (2022)                      | 232                |
| Seignosse                | 40296      |        | 35,09            | 3 914 (2022)                      | 112                |
| Tosse                    | 40317      |        | 17,94            | 3 455 (2022)                      | 193                |

## Évolution démographique
L'évolution démographique ci-dessous concerne l'aire urbaine selon le périmètre défini en 2010.
| 1968  | 1975  | 1982  | 1990  | 1999   | 2009   | 2014   | 2015   | - | - |
| ----- | ----- | ----- | ----- | ------ | ------ | ------ | ------ | - | - |
| 5 490 | 6 613 | 7 665 | 8 696 | 10 402 | 14 284 | 15 362 | 15 408 | - | - |

### Articles externes
- L'aire urbaine de Saint-Vincent-de-Tyrosse sur le splaf Landes